# Plagithmysus diana
Plagithmysus diana là một loài bọ cánh cứng trong họ Cerambycidae.